# Oscar Barrena
Oscar Barrena, född den 22 oktober 1966 i Kirchheim unter Teck, Tyskland, är en spansk landhockeyspelare.
Han tog OS-silver i herrarnas landhockeyturnering i samband med de olympiska landhockeytävlingarna 1996 i Atlanta.